# Ferdinand Schlör

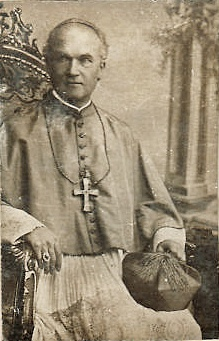
Bischof Ferdinand von Schlör, um 1900

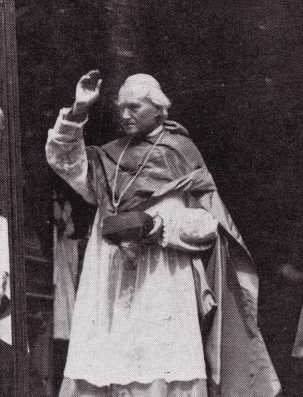
Bischof Ferdinand von Schlör

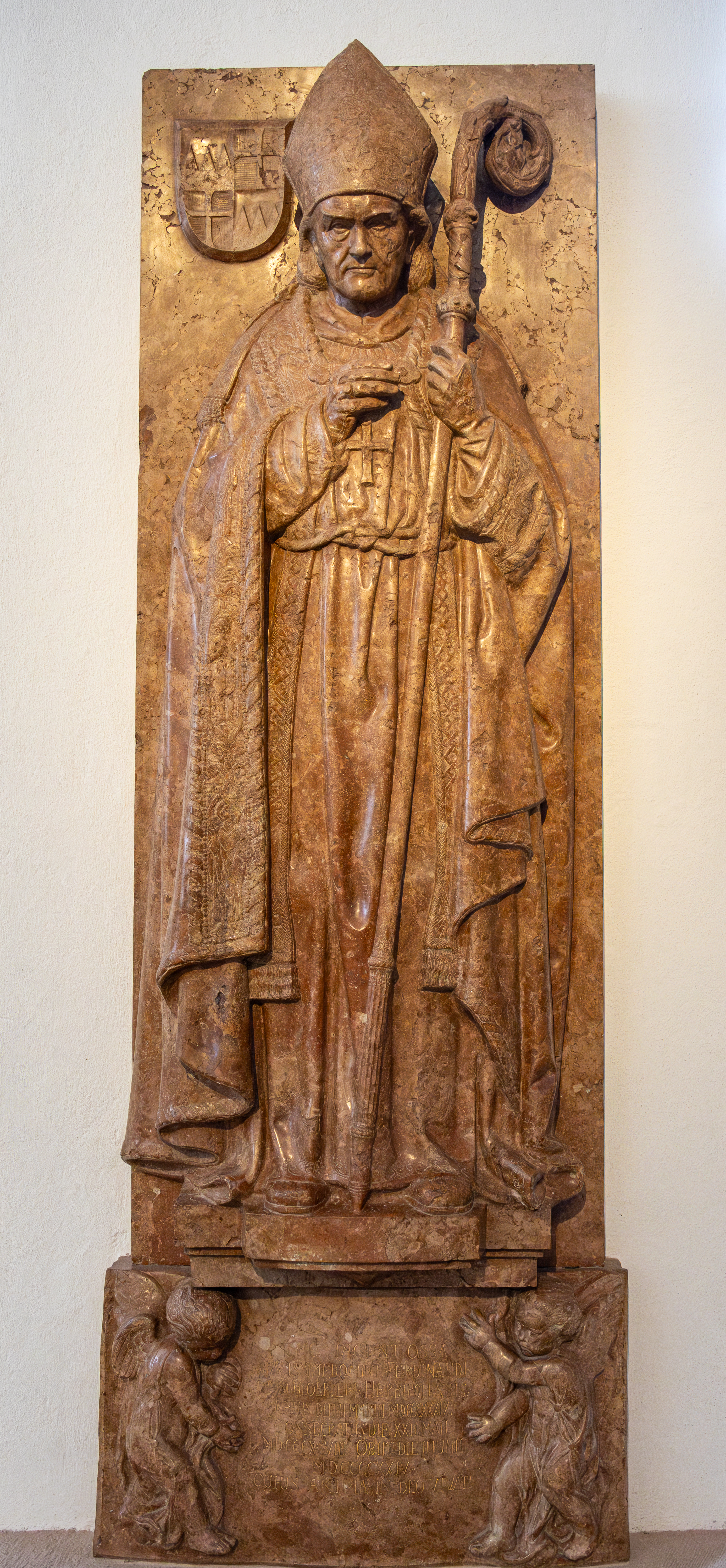
Epitaph im Würzburger Dom

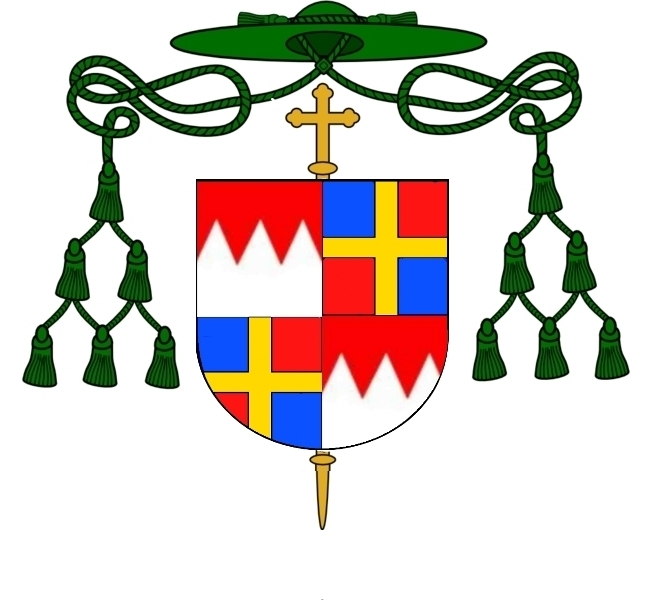
Wappen Ferdinand von Schlörs, Bischof von Würzburg (1898–1924)

Ferdinand Adam Nikolaus Schlör (* 2. März 1839 in Richelbach, heute Neunkirchen; † 2. Juni 1924 in Würzburg) war ein deutscher Theologe, Priester und als Ferdinand von Schlör Bischof von Würzburg von 1898 bis (1920) 1924.

## Leben
Ferdinand Schlör studierte in Würzburg Theologie und wurde dort am 16. August 1862 zum Priester geweiht. Nach pastoralen Tätigkeiten an verschiedenen Orten kehrte er 1880 nach Würzburg zurück, wo er die Leitung des neuerrichteten Julianums übernahm und vor allem in der seelsorgerischen Jugend- und Erziehungsarbeit tätig war. Er wurde 1891 Domkapitular und am 5. März 1898 von Prinzregent Luitpold zum Bischof von Würzburg ernannt. Die Bischofsweihe spendete ihm am 24. März 1898 der Bamberger Erzbischof Joseph von Schork; Mitkonsekratoren waren Franz Leopold von Leonrod, Bischof von Eichstätt, und Joseph Georg von Ehrler, Bischof von Speyer.
Ausgehend von der katholischen Enklave Wolfmannshausen, die vom Bistum Würzburg betreut wurde und als einzige betreute Pfarrei zu Sachsen-Meiningen gehörte, hatte sich katholische Gemeinde auch im benachbarten Meiningen und Hildburghausen weiter ausgebreitet. Ferdinand von Schlör und der ihn unterstützende Priester Kilian Josef Meisenzahl pflegten gute Beziehungen zu den Herzögen Georg II. und später Bernhard III. Auch andere benachbarte Bistümer leisteten Aufbauarbeit, so das Erzbistum Bamberg zum Beispiel in Sonneberg oder das Bistum Paderborn für Pößneck oder Saalfeld. Am 9. Juli 1917 stimmte das Herzogliche Staatsministerium zu, dass die bestehenden Kuraten zu Pfarreien erhoben würden und sich in Meiningen ein Bischöfliches Kommissariat bilde. Die gesamte Entwicklung ging einher mit der Errichtung neuer Kirchen.
Er unterstützte den in seiner Zeit unbequemen Herman Schell, der auch in Auseinandersetzung mit Papst Pius X. geriet.
Schlör war Ehrenmitglied der katholischen Studentenverbindungen KDStV Markomannia Würzburg (seit 1892) und KDStV Cheruscia Würzburg (seit 1898) im CV.
Am 7. Juni 1920 wurde der Bamberger Erzbischof Johann Jakob von Hauck zum Apostolischen Administrator des Bistums Würzburg ernannt, da Schlör wegen zunehmender Altersgebrechen mit 81 Jahren nicht mehr in der Lage war, das Bistum ordnungsgemäß zu leiten. Der bei der Bevölkerung beliebte und sich für eine christlich-israelitische Verständigung einsetzende Bischof Schlör starb 1924.

## Das Ferdinandeum
Auf Initiative Ferdinands von Schlör entstand 1908 in Würzburg das Studienseminar Ferdinandeum, welches auch als katholisches Wohnheim den Studenten zur Verfügung stand. Bis 1936 fanden in der dortigen Kapelle die Gottesdienste der Gemeinde Unsere Liebe Frau (Würzburg) statt. Im Ferdinandeum wohnten beispielsweise der Theologiestudent und spätere Bischof Josef Stangl sowie die Religionspädagogikstudentin Anneliese Michel. Das Ferdinandeum war zum Wintersemester 1956/60 (nach den Zerstörungen durch den Zweiten Weltkrieg) als Wohnheim für 125 Studenten der Pädagogischen Hochschule unter Bischof Stangl, der das Protektorat des dafür gegründeten Vereins Wohnheim für Lehrerstudenten e. V. übernommen hatte, wieder neueröffnet worden und ist heute noch ein Wohnheim in der nach Ferdinand Schlör benannten Schlörstraße.